# Concordia (polární stanice)

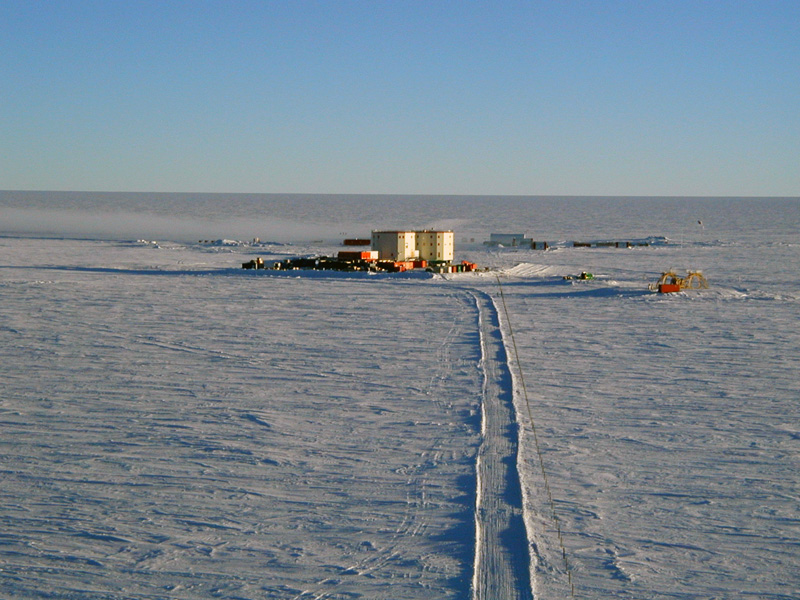
Polární stanice Concordia

Concordia je polární stanice v Antarktidě. Nachází se v oblasti Dome C (Dome Charlie) nebo také zkráceně  na Antarktické náhorní plošině a to v nadmořské výšce přesahující 3 200 metrů nad mořem, a jelikož neleží ani v jeho blízkosti, není ohrožena tzv. katabatickými větry (brízou).

## Historie
V roce 1992 se Francie rozhodla postavit novou polární stanici na Antarktické plošině. K tomuto programu se později přidala také Itálie. V roce 1996 francouzský tým společně s italským založily letní tábory na Dome C. Dva hlavní cíle tábora byly poskytnout logistickou podporu pro projekt EPICA (European Project for Ice Coring in Antarctica) a vybudovat stálou výzkumnou jednotku. Nově vybudovaná stanice byla uvedena do provozu v lednu roku 2005 a první přezimování na ní tu začalo třináct výzkumníků o měsíc později.

## Přístup
Většina nákladu na Dome C je přepravována ze základny Dumont d'Urville, jež je vzdálená přibližně 1200 km od Dome C. Cesta mezi těmito stanicemi zabere 7 až 12 dní, záleží na meteorologických podmínkách. Lidé a lehčí náklad se sem mohou dostat také vzduchem za pomocí letadélka Twin Otter.

## Podnebí
Concordie leží na jednom z nejchladnějších míst na této planetě. Teploty se zde jen těžko vyšplhají přes −25 °C. Průměrná teplota je zde −51 °C. V létě zde ale teploty velice klesají, a to až k −80 °C a v zimě dokonce k −85 °C. Zima na Dome C je doprovázena nulovou vlhkostí, velkým suchem a téměř žádnými srážkami. Kvůli této teplotě je zde nemožné potkat jakéhokoliv nelidského tvora či rostliny, a to ani v okolních desítkách kilometrů. Nicméně před několika lety[kdy?] byla nad stanicí Concordia spatřena chaluha pomořanská, jejíž nejbližší potravinářské zdroje byly vzdáleny 1200 kilometrů. Předpokládá se, že se tito ptáci naučili kontinent přeletět přímo místo podél pobřeží.
Jelikož je zde velmi jasná obloha, je tato oblast proslulá svým potenciálem být velmi dobrou astronomickou základnou. Jasný pohled na nebe je způsoben nulovými emisemi, žádným atmosférickým aerosolem a také velmi nízkou vlhkostí.